# Nové Kounice
Nové Kounice (németül: Neukaunitz) Bochov településrésze Csehországban a Karlovy Vary-i kerület Karlovy Vary-i járásában. Központi községétől 7,5 km-re nyugatra fekszik. A 2001-es népszámlálási adatok szerint 31 lakóháza és 17 lakosa van.

## Nevezetessége
- A Hlineki bazaltorgona 1997 óta védett természeti érték.